# Vintilă di Valacchia
Vintilă di Valacchia (... – Bucarest, maggio 1574), fu voivoda (principe) di Valacchia per alcune settimane nel 1574. Era figlio del voivoda Pătrașcu cel Bun.

## Biografia
Vintilă era figlio del voivoda (principe) di Valacchia Pătrașcu cel Bun. Nel 1574 ricopriva la carica di vornic presso la corte di Alexandru II Mircea. Il 14 aprile di quell'anno, il voivoda Alexandru II dovette abbandonare il paese perché sconfitto dal voivoda di Moldavia Giovanni II Voda, in lotta con il valacco poiché questi aveva appoggiato le pretese del proprio fratello, Petru Șchiopul, sul trono moldavo.
Entrato in Valacchia il 14 aprile, l'esercito moldavo al comando del vornic Dumbravă pose sul trono Vintilă il 21 aprile. Già il 3 maggio successivo però una congiura di boiari fedeli ad Alexandru II (vornic Dragomir, comis Mitrea, pahamic Bradu e pârcãlab Giovanni) sconfisse con le proprie forze il presidio moldavo a guardia di Vintilă e lo fece prigioniero.
La notizia dell'esecuzione di Vintilă venne riportata il 6 maggio successivo al voivoda di Transilvania Stefano I Báthory.